# Gdaniec
Gdaniec [ˈɡdaɲet͡s] (tiếng Đức: Hasendanz) là một ngôi làng thuộc khu hành chính của Gmina Grzmiąca, thuộc hạt Szczecinek, West Pomeranian Voivodeship, ở phía tây bắc Ba Lan. Nó nằm khoảng 23 kilômét (14 mi) về phía tây bắc của Szczecinek và 133 km (83 mi) về phía đông của thủ đô khu vực Szczecin.
Làng có dân số 100 người.